# 胡空
胡空，五胡十六国時代前秦人物，前秦末期为国尽忠。
胡空在前秦担任屯騎校尉。385年、前秦首都長安将要被西燕攻陷，胡空聚众五千，独自築堡自衛，接受後秦官爵以保安全。
後秦皇帝姚萇在杀害前秦天王苻堅後，于胡空堡（今陝西省咸陽市彬州市）和徐嵩堡之間，以王之葬礼安葬苻堅。
386年十二月，胡空与徐嵩共同归降前秦新皇帝苻登。苻登任命胡空为輔国将軍、京兆尹。苻登改用天子的葬礼安葬苻堅。